# End Game: Union Multiplayer
End Game - Union Multiplayer  là tựa game bắn súng nhiều người chơi được những nhà phát triển trẻ người Miến Điện phát triển và phát hành nhằm gây quỹ lật đổ chính quyền quân sự ở Myanmar. Trò chơi này lấy cảm hứng từ cuộc Cách mạng Mùa xuân và cuộc kháng chiến vũ trang chống lại chính quyền quân sự. End Game đã đứng đầu bảng xếp hạng trong Play Store địa phương. Trò chơi có ý nghĩa quan trọng vì là một trong những hoạt động gây quỹ chính cho phong trào kháng chiến vũ trang của đất nước. Kể từ năm 2022, tựa game này bị chính quyền ra lệnh cấm. End Game trở thành tựa game bắn súng nhiều người chơi đầu tiên của Myanmar.

## Ý nghĩa chính trị
End Game do hai nhà phát triển người Miến Điện Daniel Kong Thar và Thomas thuộc Shoot and Support, một nhóm của Digital Strike phát triển nhằm gây quỹ lật đổ chế độ độc tài quân sự. Nó đã vượt qua cả game Mobile Legends: Bang Bang, cũng được giới trẻ Miến Điện yêu thích, và lọt vào top một trong Play Store địa phương. Người chơi có thể nhắm mục tiêu vào các tướng lĩnh chủ chốt trong game, bao gồm cả các nhà lãnh đạo chính quyền quân sự Min Aung Hlaing và Soe Win, ngoài những người lính tiền tuyến. Ngày 21 tháng 9 năm 2022, chính quyền đã tuyên bố cấm các trò chơi điện tử mô phỏng cuộc chiến chống lại quân đội chế độ thuộc Lực lượng Phòng vệ Nhân dân (PDF) do phe đối lập lãnh đạo. Lệnh cấm cảnh báo ai dám cài tựa game này trên điện thoại di động của họ sẽ bị bắt giam.
Nhóm phát triển đã tạo ra nhân vật trong game nhằm vinh danh Zayar Thaw bị Hội đồng Hành chính Nhà nước treo cổ một cách oan uổng. Lợi nhuận từ trò chơi được phân phối cho Chính phủ Thống nhất Quốc gia Myanmar, Lực lượng Phòng vệ Quốc gia Karen (KNDF), Cobra Column, Lực lượng Vũ trang Sinh viên và nhiều tổ chức cách mạng, và tổng cộng 1.500.000 Kyat đã được quyên góp.